# Sint-Servaaskerk (Quedlinburg)
De Sint-Servaaskerk (Duits:Sankt Servatius) in Quedlinburg is een aan Sint-Dionysius en Sint-Servaas gewijd romaans bouwwerk. De kerk is een basiliek met drie schepen en vlakke plafonds. Zij was de kerk van het vrouwenstift Quedlinburg. Sinds 1994 maakt de kerk samen met het kasteel en de oude binnenstad deel uit van het werelderfgoed van de UNESCO.
De stiftskerk wordt ook wel als Quedlinburger Dom betiteld, waarmee de rang van de eerste abdis Mathilde, de kleindochter van de Oostfrankische koning Hendrik I en de heilige Mathilde, werd aangegeven. Haar status van metropolitana was vergelijkbaar met die van een (aarts)bisschop. Hierdoor kon de kerk als dom worden aangeduid, hoewel zij nooit een bisschopskerk is geweest.

## Bouwgeschiedenis

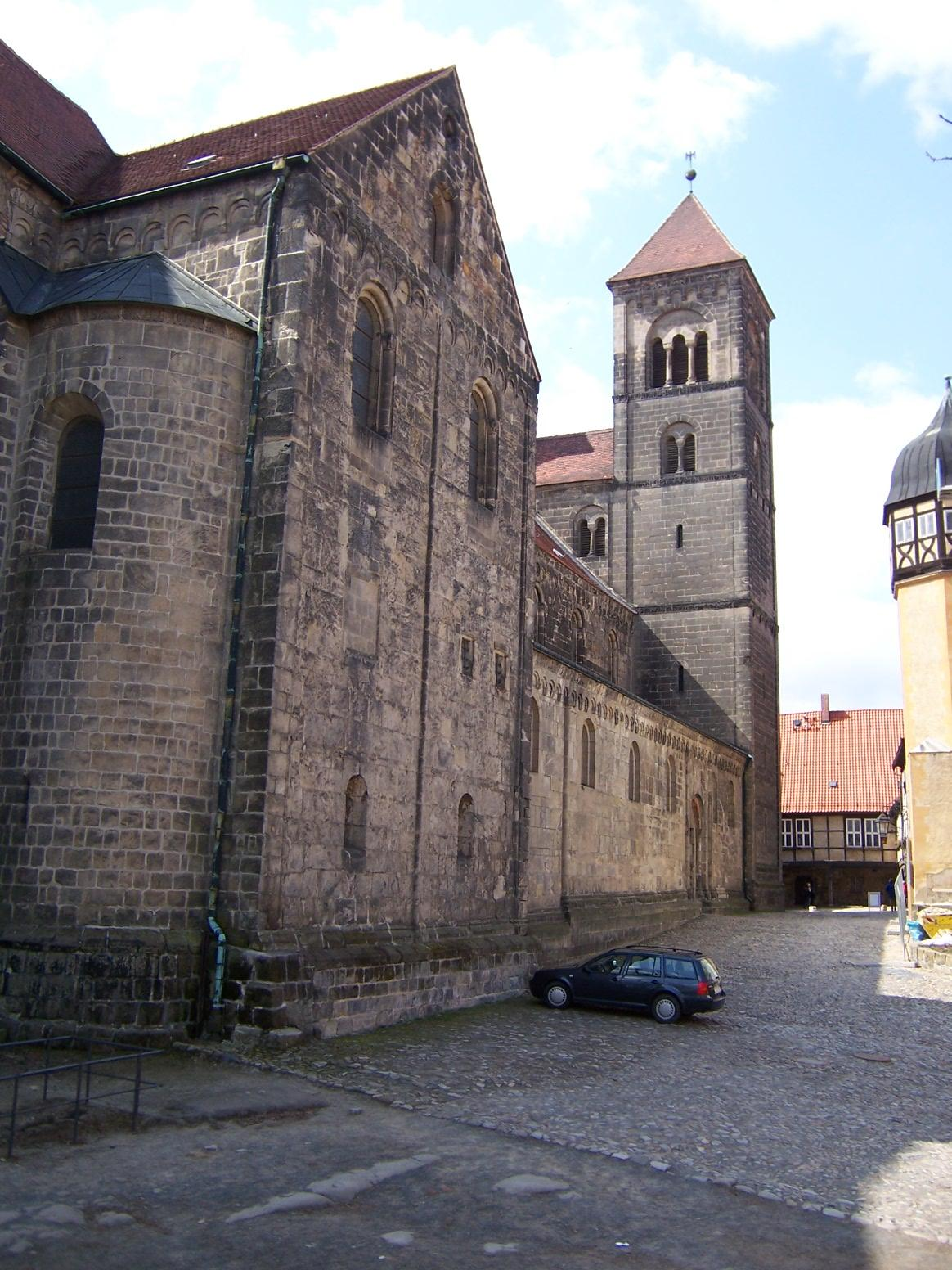
Stiftskerk Sint-Servaas

De huidige kerk is de derde kerk op deze plek. Zij bevat belangrijke onderdelen van een kerk, waarvan de bouw voor 997 werd begonnen. In 1021 was het gebouw voltooid en de kerk werd op 24 september gewijd in aanwezigheid van keizer Hendrik II de Heilige. Dit bouwwerk werd, nadat het in 1070 grotendeels door brand verwoest was, in oude stijl heropgebouwd en Pinksteren 1129 opnieuw ingewijd in aanwezigheid van koning Lotharius III van Supplinburg. Deze kerk is nog grotendeels bewaard gebleven.
Uit de voorromaanse tijd zijn nog de zg. confessio in de crypte, die zicht gaf op het graf van Sint-Servaas, en de kapel St. Nicolai in Vinculis met versieringen in ottoonse stijl bewaard gebleven. Direct voor de confessio werden Hendrik de Vogelaar (overl. 936) en zijn vrouw Mathilde (overl. 968) begraven, dus zo dicht mogelijk bij de relieken van Sint-Servaas, die in 961 door hun kleindochter abdis Mathilde van Maastricht naar Quedlinburg waren gebracht. De sarcofaag van Hendrik is niet meer aanwezig in de kerk. Het hoogkoor werd rond 1320 in gotische stijl verbouwd.
Van 1863 tot 1882 leidde Ferdinand von Quast een omvangrijke restauratie. Hierbij kreeg de kerk twee romaanse torens met spitsen in Rijnlandse stijl, die niet pasten bij een nedersaksische kerk. In 1945 werden de torenspitsen door artilleriebeschietingen beschadigd. Hierop werden zij van 1947 tot 1950 vervangen door lagere tentdaken, die beter bij de romaanse stijl van de kerk pasten.

### SS-heiligdom

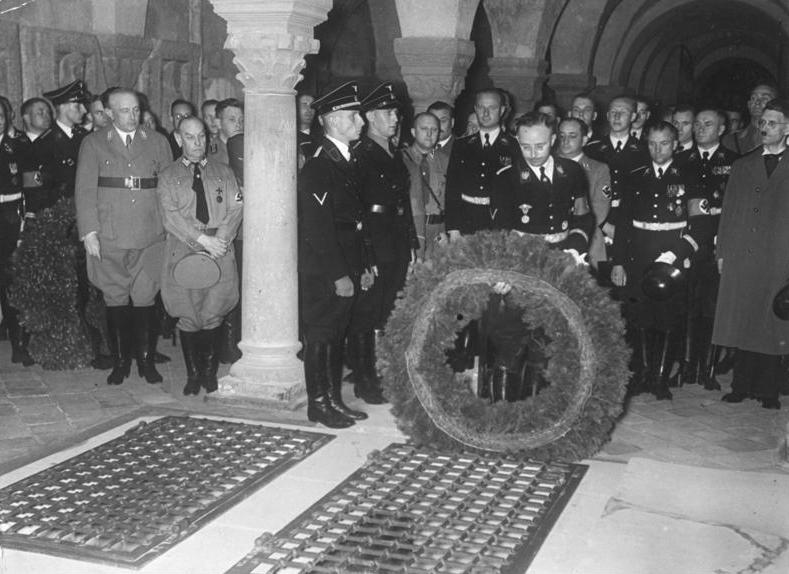
Heinrich Himmler tijdens het Heinrichsfeest in de Stifskerk Sint-Servaas (1938)

Grotere schade was echter al van 1938 tot 1940 toegebracht, toen het interieur van het romaanse koor "hersteld" werd, terwijl de buitenkant gotisch bleef. Het altaar werd vernield en het koorgestoelte verbrand. Als gevolg van deze "zuivering" maakt het interieur een kale indruk.
Himmler was in 1935 erop geattendeerd, dat het op 2 juli 1936 de duizendste sterfdag zou zijn van de door hem vereerde Hendrik de Vogelaar, koning van Saksen en bestrijder van allerlei Slavische volkeren. De SS-leider had van mensen in zijn omgeving de bijnaam "König Heinrich" gekregen en zou zelfs "gesprekken" met zijn voornaamgenoot gevoerd hebben. Hij liet een luisterrijke herdenking voorbereiden in de kerk en bij de kripte waar Hendrik en zijn gemalin rustten.
Daarbij kwam men echter tot de ontdekking, dat de plaats naast koningin Mathilde leeg was. In zijn toespraak zwoer Himmler, dat desnoods het hele land zou worden omgewoeld tot de overblijfselen van Hendrik waren gevonden.
Een jaar later, op 2 juli 1937, liet Himmler met groot ceremonieel vertoon de stoffelijke resten van Hendrik - die bij een opgraving op de Schlossberg zouden zijn teruggevonden - bijzetten op de lege plaats naast zijn vrouw. In werkelijkheid betrof het de beenderen van een van de abdissen van het Stift Quedlinburg. De resten van de door de SS gebruikte sarcofaag en informatie over deze episode uit de geschiedenis van de stiftskerk zijn te vinden in het Schlossmuseum.

## Interieur

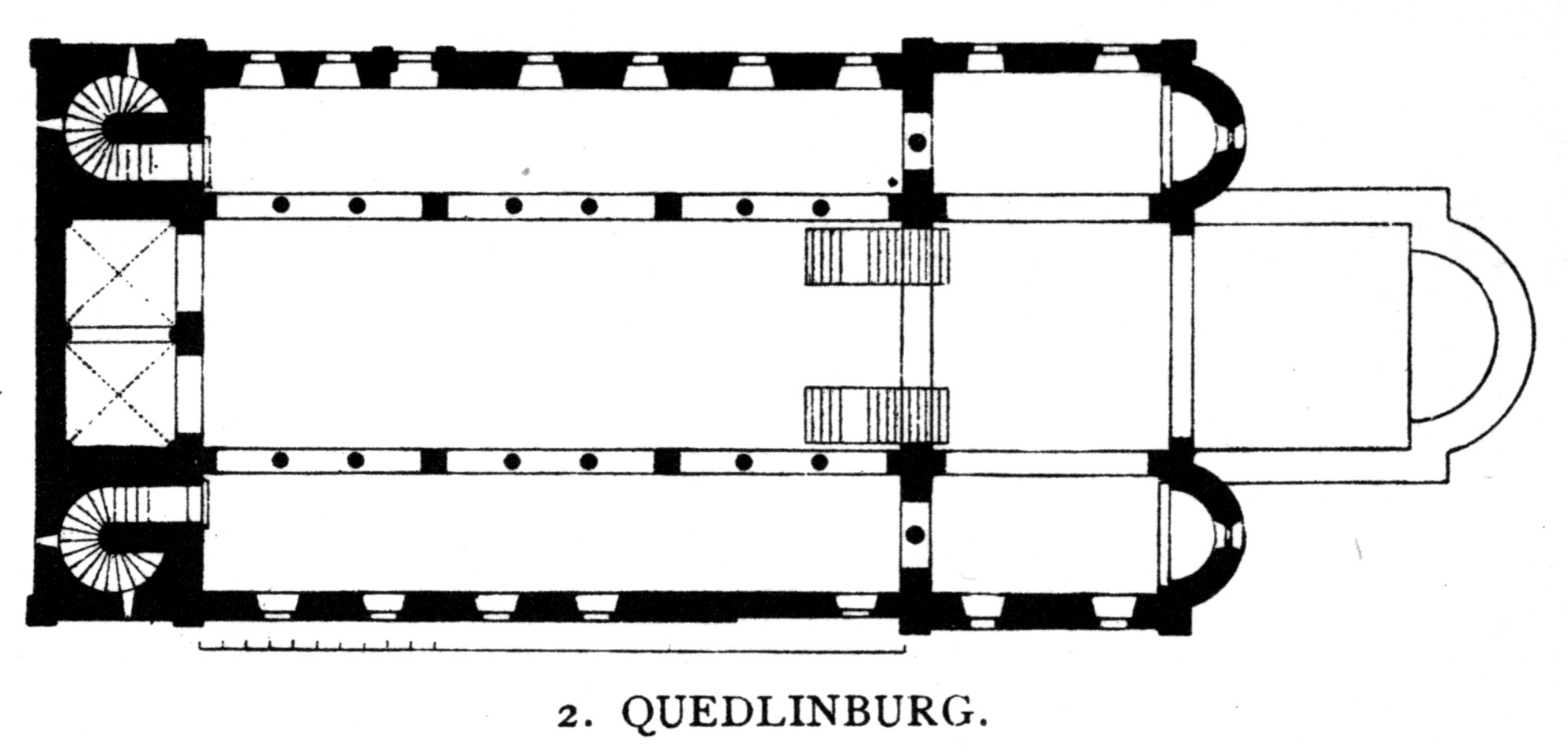
plattegrond van de kerk

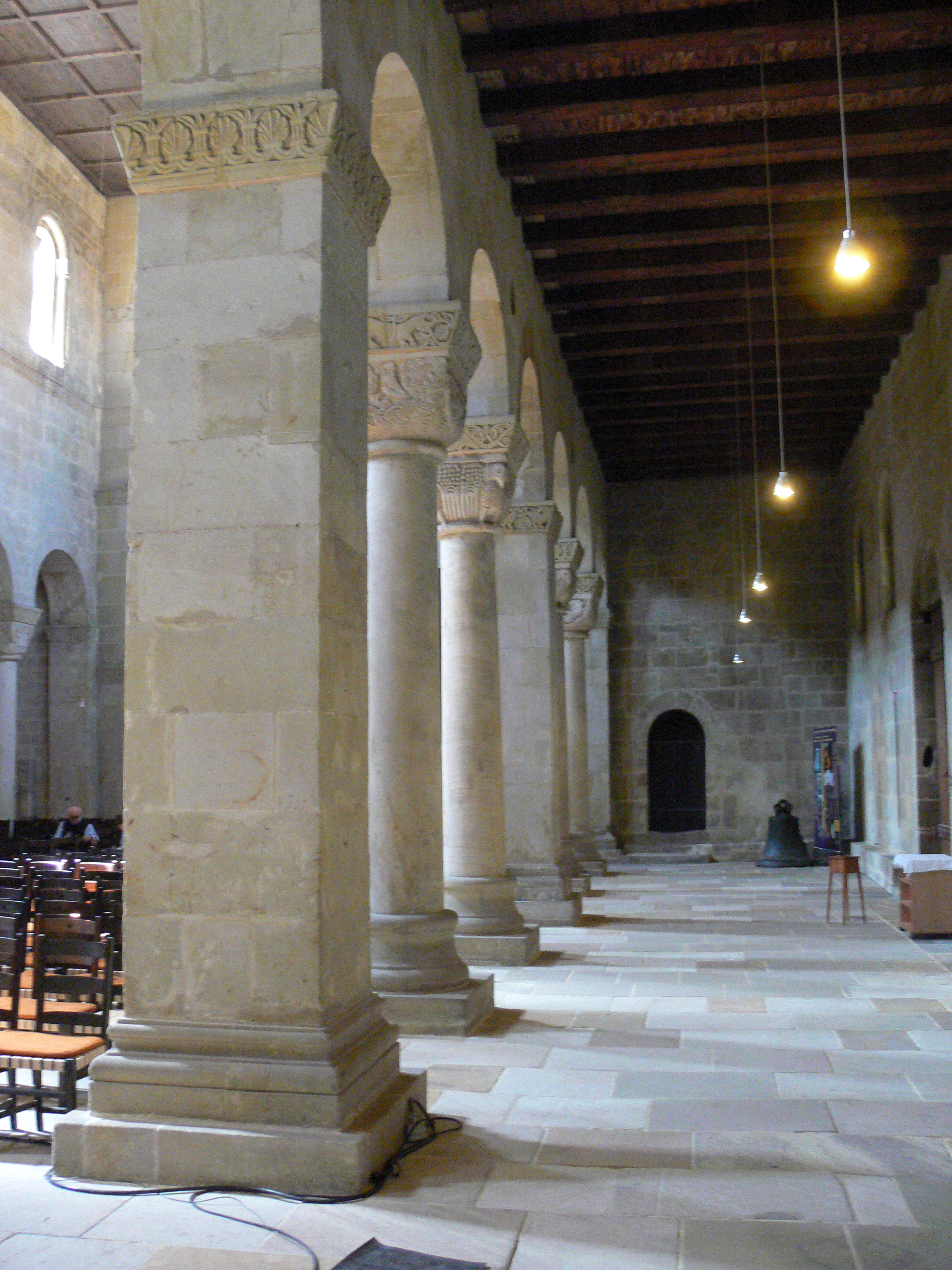
Afwisseling van pilaren en zuilen in de noordelijke zijbeuk.

Het middenschip wordt van de zijbeuken gescheiden door pijlers en zuilen, volgens de Nedersaksische variant van het alternerend stelsel. Hierbij wordt iedere pilaar gevolgd door twee zuilen in plaats van door één zuil. De kapitelen en imposten van de pijlers en zuilen zijn rijkelijk voorzien van beeldhouwwerk. Net zoals bij de friezen aan de binnen- en buitenzijde van de lichtbeuk overheersen planten- en dierenmotieven, vooral adelaars.
Zowel de vormgeving van de buitenmuren met lisenen als het beeldhouwwerk in het interieur wijzen op sterke invloeden vanuit de lombardische romaanse bouwkunst.

### Crypte
De crypte bevat de graven van koning Hendrik I en zijn echtgenote Mathilde. Alleen haar stoffelijke resten liggen ook daadwerkelijk hier begraven. Een grafmonument voor hen is er niet. Op het plafond zijn nog resten te zien van fresco's, die voornamelijk Bijbelse voorstellingen bevatten. Vooral de geschiedenis van de kuise Susanna krijgt veel ruimte. Aan de wanden staat een rij grafstenen van abdissen. Tijdens een grote restauratie van 2002 tot 2009 zijn de kostbare plafondschilderingen veilig gesteld, terwijl tegelijkertijd een nieuw verlichtingssysteem is aangebracht. De ruimte is wegens klimatologische redenen slechts voor een beperkt aantal bezoekers tegelijk toegankelijk.
Van de crypte voert een trap naar de zogenaamde vorstenkelder, die een klimaat heeft dat ervoor zorgt dat de lijken gemummificeerd worden. In deze kelder bevinden zich de graven van de abdissen Anna II van Stolberg, Anna III van Stolberg-Wernigerode en Marie Elisabeth van Schleswig-Holstein-Gottorf. Ook is hier het graf van de proostin Aurora van Königsmarck, die de maîtresse was geweest van August de Sterke.

### De romaanse en gotische grafstenen
In de crypte zelf zijn de romaanse en gotische grafplaten van een groot aantal abdissen van Quedlinburg bewaard gebleven:

- Mathilde (overl. 999), dochter van keizer Otto I en kleindochter van Hendrik de Vogelaar en de heilige Mathilde.
- Adelheid I van Saksen (overl. 1044), zuster van keizer Otto III.
- Beatrix I (overl. 1062), dochter van keizer Hendrik III en zuster van keizer Hendrik IV.
- Agnes II van Meißen (overl. 1203), dochter van de markgraaf Koenraad I van Meißen.
- Bertrada van Korsigk (overl. 1231).
- Osterlinde van Falkenstein (overl. 1232).
- Gertrud van Amfurt (overl. 1270).
- Margareta van Schrappelaw (overl. 1379).

Ook is er een grafsteen met daarop een ridder met schild en zwaard voor Friedrich van Hoym (overl. 1391).

### Kunstvoorwerpen
In het hoogkoor hing een geknoopt tapijt van bijna 7 bij 7 meter. Opdrachtgeefster van het aan Sint-Servaas gewijde tapijt was abdis Agnes II van Meißen (ca. 1200). Van het tapijt, waaraan in de abdij meer dan 20 jaar gewerkt werd, is ongeveer de helft in fragmenten bewaard gebleven. Het onderwerp van het tapijt is het huwelijk tussen Mercurius, de god van de handel, en de filologie, een verhaal dat wordt toegeschreven aan de vijfde-eeuwse Romeinse schrijver Martianus Capella.
Ter gelegenheid van Pasen 2006 werd een modern kruis in de kerk geplaatst. De uit Halle afkomstige kunstenaar Thomas Leu voerde het aluminium kunstwerk in opdracht uit. Het ontwerp had een prijsvraag gewonnen, die was uitgeschreven omdat het toenmalige gotische kruis teruggegeven moest worden aan de St. Mariengemeente van Freyburg, die het had uitgeleend. Het nieuwe triomfkruis wil de verbinding aangeven tussen de gekruisigde Jezus en de zich losmakende gestalte van de opgestane Christus. Het kruis wordt aangevuld door nieuwe kandelaars op het altaar, die eveneens door Thomas Leu ontworpen zijn..

### Orgel
Het huidige Orgel vervangt een voorganger die vanwege vochtschade niet meer behouden kon worden. Het orgel werd in 1971 overgedragen door de bouwfirma, Alexander Schuke Potsdam Orgelbau, en is ingebouwd in de zuidzijde van het koor. De maker van het instrument was Hans-Joachim Schuke en het orgel heeft het werknummer 420.
De dispositie van het orgel met de registers is volgens de opgave bij het manuaal:
| I Hauptwerk |      |
| Pommer      | 16′  |
| Prinzipal   | 8′   |
| Rohrflöte   | 8′   |
| Oktave      | 4′   |
| Spitzflöte  | 4′   |
| Nassat      | 2⁄3′ |
| Oktave      | 2′   |
| Mixtur VI   |      |
| Zymbel III  |      |
| Trompete    | 8′   |

| II Unterwerk |       |
| Gedackt      | 8′    |
| Spillpfeife  | 4′    |
| Prinzipal    | 2′    |
| Waldflöte    | 2′    |
| Terz         | 13⁄5′ |
| Quinte       | 1⁄3′  |
| Oktave       | 1′    |
| Scharff IV   |       |
| Vox Humana   | 8′    |
|              |       |
| Tremulant    |       |

| Pedal        |     |
| Subbass      | 16′ |
| Oktave       | 8′  |
| Bassflöte    | 8′  |
| Nachthorn    | 4′  |
| Mixtur V     |     |
| Posaune      | 16′ |
| Trompete     | 8′  |
| Feldtrompete | 4′  |

- Koppelingen: I/P, II/P, I/II.

## Domschat
De Domschat wordt bewaard in de domschatkamer, die aansluit aan de noord- en de zuidzijde van het koor. Het noordelijke deel, de "Zitter", was al zeer lang in gebruik als schatkamer bij de abdij, terwijl het zuidelijke gedeelte pas begin jaren 1990 als tentoonstellingsruimte werd ingericht. In beide ruimten staat de "Quedlinburger Domschatz" uitgestald. Dit is een van de belangrijkste kerkschatten in Duitsland. De hoge kwaliteit van de schat wordt bepaald door de vele giften die de Ottonen deden aan het Stift Quedlinburg.
Een groot deel van de kerkschat werd aan het eind van de Tweede Wereldoorlog gestolen door een Amerikaanse soldaat en dook pas in 1987 weer op. Na een lange juridische strijd keerde de schat in 1993 terug naar de kerk.

### Voornaamste kunstvoorwerpen
De belangrijkste stukken in de domschat zijn de kostbare reliekhouder van Sint-Servaas, de Hendrikskam, het Samuël-evangeliarium, de reliekkast van Hendrik I en het Wiperti-evangeliarium.
De reliekhouder van Sint-Servaas is een ivoren kastje dat met goudfiligraan is versierd. Waarschijnlijk is het kistje zelf rond 870 gemaakt aan het hof van de Westfrankische koning Karel de Kale. Op het kistje is te zien hoe Jezus spreekt met elf van zijn apostelen. Judas is bewust weggelaten. De scène wordt omgeven door rondboogarkaden, waarboven in nissen de tekenen van de babylonische dierenriem zijn aangebracht. Het goudfiligraan is rond 1200 aangebracht, naar aangenomen wordt in opdracht van abdis Agnes II van Meißen, die ook het geknoopte tapijt liet maken. Aan de voorzijde is een gesneden amethist uit de eerste eeuw aangebracht, die het hoofd van Sint-Dionysius moet voorstellen.
De Hendrikskam is een ivoren sierkam die in de zevende of achtste eeuw in Syrië of Egypte is gemaakt. Op de kam zijn in de negende/tiende eeuw in goud paardenhoofden aangebracht, waarvan echter alleen de halzen bewaard zijn gebleven.
Het Samuël-evangeliarium is een karolingisch handschrift van 191 perkamenten bladen, beschreven met gouden inkt. De gouden prachtband van 1225/1230 bevat edelstenen en negen medaillons van email. Centraal op de voorzijde is een afbeelding van Maria met daaronder de patroonheiligen van de kerk, Sint-Servaas en Sint-Dionysius. Het evangeliarium is genoemd naar de voornaamste schrijver, Samuël.
De reliekkast van Hendrik I ontstond rond dezelfde tijd als de band van het Samuël-evangeliarium. Op het deksel en de zijkanten is ivoorsnijwerk uit de tiende eeuw aangebracht. De voor- en achterzijde zijn voorzien van elfde-eeuwse afbeeldingen van twaalf zittende apostelen, gesneden uit walrustand.
Het Wigbert-evangeliarium is een handgeschreven evangeliarium uit 1513, waarvan de band rijk versierd is met afbeeldingen in goud en sierstenen. Het dankt zijn naam aan het Wigbertklooster in Quedlinburg, waar het vroeger bewaard werd.
De staf van de abdis en de stola zijn relieken die worden verbonden met Sint-Servaas. Hoewel de tiende-eeuwse voorwerpen een respectabele ouderdom hebben, is de toeschrijving aan de in 384 overleden Sint-Servaas onjuist.
Het Otto-Adelheid-evangeliarium werd waarschijnlijk ter gelegenheid van het Paasfeest van het jaar 1000 voor het eerst gebruikt door keizer Otto III. Het Latijnse handschrift werd voorzien van een gouden band. Hierop werden in het midden van de voorzijde vier ivoren afbeeldingen geplaatst met scènes uit het leven van Jezus, namelijk de geboorte, de doop, de kruisiging en de kruisafname.
Het Katharinaschrijn, gemaakt tussen 1230 en 1240, heeft een versiering die alleen uit goud bestaat, zonder gebruik van edelstenen of ivoor.
Het oudste stuk van de domschat is de Kana-kruik, een albasten kruik uit de eerste eeuw. De kruik is geschonken door keizer Otto I en zou gebruikt zijn tijdens de bruiloft te Kana. De keizer schonk vergelijkbare kruiken aan Maagdenburg, Hildesheim en Keulen. De Keulse kruik wordt nog bewaard in de Sint-Ursulakerk.

## Huidig gebruik van de kerk
De evangelische gemeente van Quedlinburg gebruikt de kerk voor haar zomerdiensten. De katholieke gemeente Sint-Mathilde viert jaarlijks op 14 maart de naamdag van de heilige met een eredienst in de kerk waar zij begraven ligt.
Verder wordt de kerk voor toeristische doeleinden gebruikt. Zo worden er rondleidingen gegeven door de kerk en de schatkamer. 's Zomers is de kerk het podium van de Quedlinburger Musiksommer, die voornamelijk gewijd is aan de klassieke muziek. In 2007 werd in samenwerking met het Nordharzer Städtebundtheater het theaterproject "Der Name der Rose" opgezet, dat vanwege grote belangstelling in 2008 herhaald is.